# Александър Шренк
Александър Иванович Шренк (Александър Густав фон Шренк) (на руски: Александр Иванович Шренк; на немски: Alexander Gustav von Schrenk) е руски естественик, пътешественик-изследовател, доцент по минералогия в Дорпатския университет (днес Тартуски университет).

## Произход и образование (1816 – 1837)
Роден е на 4 февруари 1816 година в имение Тризново, Тулска губерния, Руска империя. През 1837 г. завършва философия в Дорпатския университет. Същата година постъпва на работа в Ботаническата градина в Санкт Петербург и е изпратен на пътешествие в северните части на Европейска Русия.

## Експедиционна дейност (1837 – 1843)

### Пътешествие в Европейска Русия (1837)
В началото на юли 1837 г. Шренк достига до устието на река Уса (десен приток на Печора) и от там продължава на север. На Северната полярна окръжност открива простиращата се от югозапад на североизток Болшеземелска тундра (242 м). Продължава по нея на североизток до устието на река Коротаиха в Хайпударскта губа на Печорско море. На североизток, в началото на август, достига до възвишението Пай-Хой и в средата на август изследва остров Вайгач (3400 км2). Връща се обратно на континента и проследява южния склон на Пай-Хой между 67º 40` – 68º 30` с.ш. и 63 – 65º и.д., като открива отделни масиви, в т.ч. масива Пембой (407 м). От там тръгва на запад, по 68º с.ш., пресича делтата на Печора и през септември на запад от нея открива възвишението Чайцински Камен (303 м, в северната част на Тиманското възвишение). Продължава на запад, пресича редица реки, вливащи се в Чешка губа на Баренцево море и в средата на октомври достига до град Мезен.
По време на своето 7-месечно пътешествие събира голямо количество научни материали по ботаника, зоология, минералогия и др., които сортирани и описани излизат в книгата му: „Путешествие к северо-востоку Европейской России через тундры самоедов к северным Уральским горам, предпринятое в 1837 г. Александром Шренком“, която през 1850 г. е удостоена с Демидовска премия на Руската академия на науките.

### Пътешествие до Финландия и Джунгария (1839 – 1843)
През 1839 г. извършва пътешествие във Финландия, а през 1840 – 1841 и 1843 по искане на Петербургската Ботаническа градина извършва пътешествие в Джунгария и киргизките степи. Изследва северозападните и южните брегове на езерото Балхаш, като участника в експедицията военния топограф Тимофей Феофанович Тифантев извършва геодезически и топографски измервания. През 1840 – 1841 тръгват от Семипалатинск на юг, към река Аягуз, посещават източното крайбрежие на Балхаш и първи изследват и картират хребета Джунгарски Алатау. Описват езерата Сасиккол и Алакол, долните течения на реките вливащи се в тях, в т.ч. Емел и Урджар и проследяват около 200 км от южния склон на хребета Тарбагатай. През 1843 г. двамата тръгват от Омск на юг, пресичат централната част на Казахския мелкосопочник и картират западния бряг на Балхаш. След това извършват геодезическо заснемане на участъци от теченията на реките Или и Лепса, след което се завръщат в Семипалатинск.
На базата на извършените геодезически и астрономически измервания Нифантев изработва карта на изследваната територия. Шренк установява, че до неотдавна трите езера Балхаш, Сасиккол и Алакол са представлявали едно цяло. Освен физикогеографските Шренк извършва и интересни етнографски изследвания по фолклора и бита на казахите, като събраните от него материали и се съхраняват в архивите на Руското географско дружество.

## Следващи години (1843 – 1876)
През 1848 г. Шренк защитава дисертация в Дорпатския университет и е утвърден за приват-доцент и преподавател по палеонтология, минералогия и геология. През 1852 г. защитава още една дисертация и следващата година е избран за професор по минералогия. Скоро обаче го уволняват от университета и 16 години Шренк се уединява в своето имение в Лифляндия, като се занимава със сортиране и описване на събраните от него материали по време на експедициите си.
През 1859 г. император Александър II му присъжда дворянска титла. През последните години от живота си се увлича от поезия и издава две стихосбирки на немски език – „Fabelbuch“ (1868) и „Romanzen und Balladen“ (1870).
Умира на 25 юни 1876 година в Дорпат на 60-годишна възраст.